# Maho Girls PreCure!-afsnit
Maho Girls PreCure! (魔法つかいプリキュア! Mahoutsukai Purikyua!) er den trettende animeserie i Izumi Todos Pretty Cure-franchise, produceret af Asahi Broadcasting Corporation og Toei Animation. Serien følger pigen Mirai Asahina og magikeren Riko, der går på en skole for magi, samtidig med at de også bliver Maho Girls PreCure! for at kæmpe mod den onde Dokuroxy. Serien blev sendt i japansk tv fra 7. februar 2016, hvor den afløste den tolvte serie, Go! Princess PreCure, til 29. januar 2016, hvorefter den selv blev afløst af den fjortende serie, Kirakira PreCure a la Mode.
I afsnit 1-21 er introsangen er "Dokkin♢Maho Girls PreCure!" (Dokkin♢魔法つかいプリキュア! Dokkin♢Mahoutsukai Purikyua!) af Rie Kitagawa, mens slutsangen er "CURE UP↑RA♡PA☆PA! ~Magic That Turns Into Smiles~" (CURE UP↑RA♡PA☆PA!～ほほえみになる魔法～ CURE UP↑RA♡PA☆PA! ~Hohoemi ni Naru Mahou~) af Rie Takahashi og Yui Horie. Fra afsnit 22 er introsangen "Dokkin♢Maho Girls PreCure! Part 2" (Dokkin♢魔法つかいプリキュア! Part 2 Dokkin♢Mahoutsukai Purikyua! Part 2) af Rie Takahashi, mens slutsangen er "Magic a la Thank You!" (魔法アラ・ドーモ! Mahou à la Doomo!) af Rie Takahashi, Yui Horie og Saori Hayami. I afsnit 38 og 39 er slutsangen "Tadashii Mahou no Tsukaikata" (正しい魔法の使い方 The Correct Way to Use Magic) af Mayu Watanabe.

## Afsnit
| # | Titel | Sendt første gang  |
| --- | --- | ------------------ |
| | |                    |
| 1 | "A Miraculous and Magical Encounter! The Magical PreCures are Born!" "Deai wa Mirakuru de Majikaru! Mahou no Purikyua Tanjou!" (出会いはミラクルでマジカル！魔法のプリキュア誕生！)      | 7. februar 2016    |
| En nat ser pigen Pirai Asahina noget mærkeligt lande i den nærliggende park. Næste dag får Mirai et smykke af sin mor, før hun tager afsted med sin teddybjørn Mofurun for at undersøge parken. Der møder hun en magiker ved navn Riko med et smykke magen til hendes, der reagerer, da hun prøver at flyve væk. Netop da pigerne er ved at lære hinanden at kende, kommer den onde Dokuroxys udsending, Batty, der leder efter noget kaldet Emerald Linkle Stone. Mens Mirai og Riko prøver at flygte, forvandler Batty en skraldebil til et monster kaldet yokubal til at forfølge dem med. Da Mirai og Riko prøver at kaste en besværgelse til at få yokubalen til at forsvinde, forvandler deres smykker sig pludselig til Diamond Linkle Stones, der giver dem evnen til at forvandle sig til Maho Girls PreCure, Cure Miracle og Cure Magical. Det lykkes for dem at drive Batty væk, og de opdager, at Mofurun er kommet til live imens. Riko håber at finde ud af mere og tager Mirai med til Den magiske verden og Skolen for magi, som hun går på. | |                    |
| 2 | "To the Exciting Magic School! Where's the Principal!?" "Wakuwaku no Mahou Gakkou e! Kouchou Sensei wa Doko!?" (ワクワクの魔法学校へ！校長先生はどこ！？)                                | 14. februar 2016   |
| Mirai og Riko ankommer til Skolen for magi, hvor inspektøren fortæller Riko, at hun vil blive straffet for at bringe et menneske med til Den magiske verden. Riko klager over hvordan hun søgte efter Emerald Linkle Stone for at kompensere for sine manglende magiske evner, men Mofurun påpeger, at Mirai og Riko nu har Diamond Linkle Stones. Mirai vil ikke have at Riko bliver bortvist og leder efter rektoren men støder på en anden lærer, der forklarer hvordan et magisk træ gror tryllestave. Da Mirai giver udtryk for sit ønske om at hjælpe Riko, reagerer træet på hendes følelser og gror en ny tryllestav til hende. Netop da angriber Batty og hans lastbil-yokubal skolen, så Mirai og Riko bliver endnu en gang Pretty Cure for at bekæmpe dem. Træet reagerer på deres ønske om at beskytte skolen og giver dem en ny kraft, der forvandler deres tryllestave til Linkle Sticks, så de kan rense yokubalen. Bagefter afslører læreren, at han er rektoren, opfordrer Mirai til at blive elev på Skolen for magi sammen med Riko. | |                    |
| 3 | "Shopping in the Magical Shopping District! The Power of Ruby is Awakened!" "Mahou Shoutengai de Shoppingu! Mezameru Rubii no Chikara!" (魔法商店街でショッピング！目覚めるルビーの力！) | 21. februar 2016   |
| Mirai fortæller sin bedstemor, at hun bliver elev på Skolen for magi, og tager derefter med Riko til det magiske butiksområde for at købe udstyr til skolen. De besøger forskellige butikker, og Mirai får en skoleuniform og en kost, før hun hører, hvad der fik Riko til at lede efter Emerald Linkle Stone. Netop da angriber en anden fjende, Spalda, der stjæler Mirais Diamond Linkle Stone, så hun og Riko ikke kan forvandle sig, og frembringer en yokubal til at angribe butiksområdet med. Mirai og Riko bliver trængt op i en krog, men Rikos passion for at beskytte sin elskede by vækker en Rube Linkle Stone i byens flamme, der gør det muligt for dem at forvandle sig i Ruby Style. Pretty Cure bruger deres nye kraft til at besejre yokubalen og samtidig få fat i Mirais Diamond Linkle Stone. | |                    |
| 4 | "Magic Lesson Start! Search for the Mysterious Butterfly!" "Mahou no Jugyou Sutaato! Fushigi na Choucho o Sagase!" (魔法の授業スタート！ふしぎなちょうちょを探せ！)                      | 28. februar 2016   |
| Rektoren fortæller Mirai og Riko om Linkle Stones. Derefter begynder de at tage ekstra lektioner sammen med tre klassekammerater, Jun, Emily og Kei, som de må bestå for at undgå at tage et år om. Den første lektion går ud på at jage papir-sommerfugle, før de bliver gennemblødt af regnbyger. De andre fanger deres sommerfugle, men Mirai jagter hendes ind i en konstant skiftende labyrint af bogreoler, hvor hun bliver angrebet af en anden af Dokuroxys håndlangere, Gamets, der hidkalder en haj-yokubal. Efter at Mirai og Riko bliver genforenede, bliver de tiltrukket af en bestemt bog, før de forvandler sig for at bekæmpe yokubalen. Efter at pigerne har besejret yokubalen og fået fat i deres sommerfugl, forvandler bogen sig og giver liv til en lille babyfe. | |                    |
| 5 | "Passing By Each Other On the Ice Island!? Friendship That Connects Magic!" "Kouri no Shima de Surechigai!? Mahou ga Tsunagu Yuujou!" (氷の島ですれ違い！？魔法がつなぐ友情！)           | 6. marts 2016      |
| Bogen som pigerne fandt viser sig at være Linkle Smarthon, der er forbundet med både babyfeen og Linkle Stones. Imens bliver eleverne sendt til en frossen ø med den opgave at få en kedel til at koge. Eleverne har problemerne med at kaste deres besværgelser på grund af kulden, men Mirai finder på en øvelse til at varme alle op, så hun og de andre kan udføre besværgelsen og bestå prøven. Riko klarede sig imidlertid ikke så godt og bliver jaloux på Mirai for at være bedre til magi end hun er, hvilket fører til, at de kommer op og skændes, mens de bliver fanget i en snestorm. De indser hurtigt hinandens fejltagelser, forliges og ser hvordan et polarlys frembringer endnu en Linkle Stone. Netop da angriber Batty med en isfugl-yokubal, men de to Pretty Cure besejrer den og får fat på Aquamarine Linkle Stone. Bagefter døber pigerne babyfeen Ha-chan, samtidig med at deres eget venskab bliver tættere. | |                    |
| 6 | "Special Training! Magic Wands! The Teacher is Riko's Older Sister!?" "Tokkun! Mahou no Tsue! Sensei wa Riko no Onee-chan!?" (特訓！魔法の杖！先生はリコのお姉ちゃん！？)                | 13. marts 2016     |
| Da pigernes sædvanlige lærer er fraværende, er det i stedet Rikos storesøster Liz, der overvåger den næste prøve, hvor de skal bruge deres tryllestave til at manipulere vand i former med. De andre piger arbejder på at fastholde former på ting de holder af, men Riko synes fast besluttet på at matche Liz' avancerede form af en optrædende elefant og bliver frustreret, da det ikke lykkes for hende. Riko fortæller Mirai, at hun altid har beundret sin søster, der gav hende hendes diamantsmykke, men at hun altid har kæmpet med at leve op til hendes forventninger. Netop da angriber Spalda med en timeglas-yokubal, hvorved Liz bliver såret. Riko erklærer, at hun vil beskytte sin elskede søster, og bruger Aquamarine Linkle Stone til at kaste frysende magi på yokubalen, så hun og Mirai kan besejre den. Bagefter lykkes det for pigerne at bestå deres prøver, hvor Riko skaber et frossent smykke, som hun får ros for af Liz. | |                    |
| 7 | "The Mermaid Village's Magic! Sapphire's Feelings Revived!" "Ningyo no Sato no Mahou! Yomigaeru Safaia no Omoi!" (人魚の里の魔法！よみがえるサファイアの想い！)                          | 20. marts 2016     |
| Pigerne bliver bragt til en havfrueby, hvor de skal bruge deres stemmer til at åbne muslinger som deres næste prøve. I en pause bliver Mirai og Riko venner med tre unge havfruer, der viser dem byens skat; en kæmpe musling med en skat, der gør det muligt for havfruerne at svømme i himmelen. Netop da bliver byen angrebet af Gamets og hans musling-yokubal. Da Mirai og Riko forbliver stærke i mødet med faren, åbner muslingen sig som svar og vækker byens skat, Linkle Stone Sapphire. Pretty Cure forvandler sig i Sapphire Style og bruger flyvningens kraft til at besejre yokubalen med. | |                    |
| 8 | "Magic Broom Go! Rescue the Pegasus Family!" "Mahou no Houki de Go! Pegasasu Oyako o Sukue!" (魔法のほうきでＧＯ！ペガサス親子を救え！)                                                  | 27. marts 2016     |
| Til deres femte prøve må pigerne mestre deres koste for at tage et magisk billede af en pegasus. Mens Mirai og Riko forfølger en pegasus, ender de i en underjordisk skob, hvor de finder et såret pegasusføl. Mirai og Mofurun finder en stor magisk blomst, som de bruger til at hele føllet med og genforene det med dets mor, hvis glædestårer vækker Pink Tourmaline Linkle Stone. Netop angriber Spalda og bruger moren til at skabe en pegasus-yokubal, hvilket gør Pretty Cure tilbageholdende med at angribe. Mirai bemærker at morens kærlighed for føllet stadig er der og bruger Pink Tourmaline Linkle Stone til at befri moren, så Pretty Cure kan besejre yokubalen og få deres længe ventede billede. | |                    |
| 9 | "Goodbye, Magical World!? Mirai and Liko's Final Test!" "Sayonara Mahou Kai!? Mirai to Riko no Saishuu Tesuto!" (さよなら魔法界！？みらいとリコの最終テスト！)                           | 3. april 2016      |
| Den endelige eksamen nærmer sig, men Riko er bekymret over at skulle skilles fra Mirai. Pigerne deltager i en fem-mod-en magisk kamp mod Liz, hvor de må få blomsten på hendes hat til at blomstre, før hun får alle deres til at blomstre. Da de andre piger bliver slået ud, bliver Riko bekymret over, at Mirai virker ivrig efter at vende hjem, men i virkeligheden holder Mirai sin tristhed tilbage for at hjælpe Riko med at bestå og blive en topmagiker. Mirai og Riko forener deres kræfter, så de kan slå Liz og sørge for, at de alle består. Netop da stjæler Batty deres eksamensbevis og skaber en møl-yokubal, men det lykkes for Pretty Cure at besejre den. Næste dag tager Mirai afsted til den ikke-magiske verden, men Riko finder ud af, at der også er en Linkle Stone der, og beslutter sig for at tage med hende. | |                    |
| 10 | "I'm Home! The Non-Magic World! ...Wait, Where's Riko?" "Tadaima! Nashimahou Kai! tte Riko wa Doko?" (ただいま！ナシマホウ界！ってリコはどこ？)                                          | 10. april 2016     |
| Da Mirai og Riko ankommer til den ikke-magiske verden, støder de straks på Topaz Linkle Stone bare for at se en krage stikke af med den. Riko følger efter den men bliver overvældet af sult og ender midt i byen. Hun bliver fundet af Mirais mor Kyoko, der giver hende noget mad og en ide om, hvordan hun kan finde sin ven. Snart efter bliver Mirai og Riko genforenede ved madvognen, hvor de første gang mødte hinanden, men Spalda dukker op og hidkalder en katte-yokubal. Pretty Cure besejrer yokubalen, men Linkle Stone bliver væk for dem. Derefter tager de hjem, hvor Riko bliver overrasket over, at den person hun mødte er Mirais mor. | |                    |
| 11 | "Mofurun's First School Visit? Get the Exciting Topaz ~mofu!" "Mofurun no Hatsutoukou? Wakuwaku no Topaazu o Getto ~mofu!" (モフルンの初登校？ワクワクのトパーズをゲットモフ！)          | 17. april 2016     |
| Rektoren fortæller Mirais familie, at Riko vil gå på Mirais skole, men advarer også Miari og Riko om ikke at lade nogen vide, at de kan bruge magi. Riko får sine ting og får desuden krystalkuglen Cathy, så hun kan holde kontakt med Den magiske verden. Næste dag bliver Riko elev i Mirais klasse under navnet Riko Izayoi, men de to piger kommer hurtigt i problemer, for ikke alene har en deres klassekammerater, Kana Katsuki, set dem ride på koste, Mofurun og Ha-chan har også sneget sig ind på skolen. Netop da Mofurun finder Topaz Linkle Stone, støder hun på Gamets, der skaber en kirsebærblomst-yokubal. Mofuruns ønske om at beskytte skole vækker kraften i Linkle Stone, så Mirai og Riko kan forvandle sig i Topaz Style og bruge dens kræfter til at besejre yokubalen med. Ha-chan, der var i stand til at bruge defensiv magi under kampen, vokser til en ældre form og overbeviser Mirai og Riko om at lade hende og Mofurun blive ved med at gå i skole med dem. | |                    |
| 12 | "The Whole Starry Sky and Mirai's Memories" "Manten no Hoshizora to Mirai no Omoide" (満天の星空とみらいの思い出)                                                                        | 24. april 2016     |
| Riko laver nogle fejl, mens hun jagter akademisk perfektion, men kompenserer for det ved omhyggeligt at studere hvordan spiller volleyball. Om aftenen fortæller Mirais far om, hvordan Mirai engang for vild, mens hun kiggede stjerner i bjergene, hvorefter Mirai tager Riko med ud at kigge stjerner, idet hun siger, at det var synet af stjernerne, der gjorde at hun ikke blev bange, da hun for vild. Undervejs støder de pludselig på Spalda, der skaber en sky-yokubal, der bliver større af at opsuge skyer. Men da det samtidig gør den langsommere, udnytter Pretty Cure det til at besejre den og bliver belønnet med et syn af stjernerne, der giver dem Tanzanite Linkle Stone. Næste dag er Riko opmuntret til at tale og lege mere med hendes klassekammerater. | |                    |
| 13 | "A Fun Barbecue! I Found a Lot of Happiness!" "Tanoshii Baabekyuu! Shiawase Takusan Mi~tsuketa!" (たのしいＢＢＱ！幸せたくさんみ～つけた！)                                              | 1. maj 2016        |
| Riko tager med Miari og hendes venner til en barbecue ved flodbredden, hvor Liz også dukker op. Mens Mirai spekulerer over et håndskrevet brev fra rektoren, viser hun Riko, hvor sjov det kan være at gøre ting uden magi. Riko forstår det ved det gode i et måltid skabt ved fælles hjælp, men netop da angriber Batty med en bikube-yokubal, som Pretty Cure imidlertid besejrer ved hjælp af floden. Bagefter lykkes det for Riko at finde Peridot Linkle Stone blandt kløverne. | |                    |
| 14 | "Flower Marks For Everyone! The Great Test Operation!" "Minna Hana Maru! Tesuto Daisakusen!" (みんな花マル！テスト大作戦！)                                                              | 8. maj 2016        |
| Mirai er nødt til at tage en prøve om efter at have fået en lav karakter i matematik, som ikke interesserer hende særlig meget. Riko gør sit bedste for at undervise hende, men Mirai bliver ved at blive distraheret, især da det ser ud til, at der en Linkle Stone på skolen. Men da Mirai ser, hvor hårdt Riko arbejder på at lære at skrive japansk, beslutter hun sig for selv at gøre mere ved sine studier. På dagen på prøven skriver Riko noget i luften for at opmuntre Mirai, så hun kan arbejde hårdt. Bagefter angriber Gamets med en fodbold-yokubal, men Pretty Cure besejrer den med kraften fra deres nye Linkle Stones. Da Mirai består prøven takket være Rikos hjælp, kommer en Moonstone Linkle Stone fra månen som svar på en blomst, Ha-chan har tegnet. | |                    |
| 15 | "All Topsy Turvy! Ha-chan's Seven Transformations!" "Hachamecha Daikonran! Haa-chan Shichi Henge!" (ハチャメチャ大混乱！はーちゃん七変化！)                                              | 15. maj 2016       |
| Da Ha-chan spiser al den mad Linkle Smarthon har skabt, efter at alle har ignoreret hende, begynder hun pludselig at forvandle sig til forskellige former med hver deres evner og personligheder. Tingene bliver hurtigt endnu mærkeligere, da Ha-chan går ind på skolen og bliver bemærket af de andre elever. Mens Mirai og Riko prøver at få fat på hende, støder de på Spalda, der hidkalder en banan-yokubal, men det lykkes for dem at besejre dem og redde Ha-chan. Spalda rapporterer om Ha-chan til sin overordnede, Yamoh, mens Mirai og Riko undskylder overfor Ha-chan, at de ikke har taget sig ordenligt af hende, men det viser sig, at hendes opførsel har hjulpet nogle af eleverne. | |                    |
| 16 | "Long Time No See! The Supplementary Classmates Have Arrived!" "Hisashiburi! Hoshuu Meito ga Yattekita!" (久しぶりっ！補習メイトがやってきた！)                                          | 22. maj 2016       |
| Jun, Kei og Emily kommer sammen med skrædderen François til den ikke-magiske verden for at besøge Mirai og Riko. Sammen med Mirais venner Mayumi og Kana tager pigerne til indkøbscentret, hvor Riko finder ud af, hvorfor de er kommet. Netop da konfronterer Spalda Mirai og Riko i jagten på Linkle Smarthon, idet hun bruger en helikopter til at forvandle sig selv til en yokubal. Pretty Cure bliver overvældet, men det lykkes Ha-chan at bruge Linkle Smarthon til at give dem kraften til at besejre Spalda, hvorefter de tager afsked med Jun og de andre. | |                    |
| 17 | "Please Tell Us, Miss Crystal Ball! The Person in Grandma's Memories" "Suishou-san Oshiete! Obaa-chan no Omoide no Hito" (水晶さんおしえて！おばあちゃんの思い出の人)                    | 29. maj 2016       |
| Mens Kanoko gør rent, støder hun på et fotoalbum fra da hun var i mellemskole og mindes et møde med en vis person. For at finde ud af hvem det var, får Mirai og Riko hjælp fra Cathy til at prøve at finde ham men ender imidlertid i indtil flere blindgyder. Da de støder på en kat fanget i et træ, bruger Mirai og Riko deres til at redde den. De bliver set på afstand af Kanoko, der bliver mindet om en vis magiker, hun mødte dengang. Pigerne opdager Garnet Linkle Stone, men netop da dukker Gamets op og hidkalder en rose-yokubal. Det lykkes for Pretty Cure at besejre den, men Gamets slipper væk med Linkle Stone, efter at Ha-chan taber den. | |                    |
| 18 | "Return to the Magical World! Take Back the Linkle Stone!" "Mahou Kai Futatabi! Rinkuru Sutoun o Torikaese!" (魔法界再び！リンクルストーンを取り返せ！)                                  | 5. juni 2016       |
| Mirai og Riko bliver hidkaldt af Gamets for at kæmpe mod ham om den stjålne Garnet Linkle Stone, hvilket betyder at de må vende tilbage til Den magiske verden. På den lange tur til øen, hvor Gamets venter, får pigerne hjælp af havfruerne og pegasusserne, de hjalp tidligere. Da Pretty Cure ankommer, forvandler Gamets sig til en stærkere form for at kæmpe mod dem og overvælder dem med sin sande styrke. Netop da står Ha-chan op imod Gamets, hvilket vækket en kraft fra Linkle Smarthon, og giver Pretty Cure styrken til at kæmpe imod, besejre ham og genvinde Garnet Linkle Stone. | |                    |
| 19 | "Exploration and Adventure! The Mysteries of the Magic Door!" "Tanken & Bouken! Mahou no Tobira no Nazo!" (探検＆冒険！魔法のとびらのナゾ！)                                             | 12. juni 2016      |
| Mens Mirai og Riko leder efter rektoren for at få viden om Ha-chan, hører de et rygte om en magisk dør skjult i et træ og beslutter sig for at undersøge det. Efter at være stødt på levende grene og gigantiske larver kommer pigerne til den magiske dør, men pludselig bliver de konfronteret af Batty, der bruger den samlede kraft fra Spalda og Gamets' tryllestave til at forvandle sig selv til en endnu mere magtfuld form. Endnu en gang lykkes det for Ha-chan at fremkalde en kraft fra Linkle Smarthon og få støtte fra skoven, så Pretty Cure kan bekæmpe Batty. Efter at have fået en Amethyst Linkle Stone og spist dets frugt falder Ha-chan i søvn indeni Linkle Smarthon, der åbner den magiske dør for pigerne. | |                    |
| 20 | "Super Terrible Fall! The Emerald that is Born within the Magical Realm!" "Dotabata de Yabasugi! Mahou Kai ni Umareta Emerarudo!" (ドタバタでヤバスギ！魔法界に生まれたエメラルド！)     | 19. juni 2016      |
| Rektoren dukker op foran Dokuroxy og Yamoh men bliver konfronteret af Batty. Imens opdager Mirai og Riko, at døren svarer på hvad som helst de tænker på, og snart efter ender de også i Dokuroxys skjulested. Rektoren genkender Dokuroxy som sin gamle ven Kushi, der benyttede forbudt magi til at få fat på Linkle Stone Emerald. Rektoren forsøger at kæmpe men bliver overvældet af Dokuroxys mørke magi, der får ham til at blive gammel. Derefter stjæler Dokuroxy Linkle Smarthon med Ha-chan indeni, så Pretty Cure må kæmpe mod ham. Netop da vågner Linkle Stone Emerald og sender kraft til Linkle Smarthon, som Dokuroxy opsuger for at blive almægtig. | |                    |
| 21 | "Stop! Dark Magic! PreCure vs. Dokuroxy!" "Sutoppu! Yami no Mahou! Purikyua tai Dokurokushii!" (ＳＴＯＰ！闇の魔法！プリキュアＶＳドクロクシー！)                                        | 26. juni 2016      |
| Dukuroxys mørke magi spreder sig over både den magiske og den ikke-magiske verden, alt imens Mirai og Riko forstærker deres indsats for at redde Ha-chan. Dokuroxy gør sig selv stærkere ved at opsuge Yamoh, men Pretty Cures sammenhold gør det muligt for dem at genvinde Linkle Smarthon og slå Dkuroxy tilbage, så hans skeletform bliver ødelagt. Netop som Dokuroxys energi forsøger at angribe igen, kommer Ha-chan ud af Linkle Smarthon i en ny form og bruger hendes kraft til at fordrive Dokuroxys ondskab, før hun leder Kushis ånd væk og giver verden fred igen. Bagefter er Ha-chan ikke at finde nogen steder, men Mofurun forsikrer pigerne, at hun derude et sted. | |                    |
| 22 | "The New Legend is Sprouting! Cure Felice is Born!" "Mebaeru Aratana Densetsu! Kyua Feriiche Tanjou!" (芽生える新たな伝説！キュアフェリーチェ誕生！)                                     | 3. juli 2016       |
| Mirai og Riko har svært ved at vænne sig til et liv uden Ha-chan, og Riko overvejer om hun skal vende tilbage til Skolen for magi. Andetsteds undslipper en ond ånd fra en magisk lampe og genopliver Yamoh, der får fat i nogle af Dokuroxys knogler. Yamoh bruger en af benene til at skabe en cikade-yokubal, der viser sig at være endnu stærkere end de tidligere yokubaler. Netop som Pretty Cure er i knibe, dukker en mystisk pige med lyserødt hår op og bruger Linkle Stone Emerald og Linkle Smarthon til at forvandle sig til en ny Pretty Cure, Cure Felice. Efter at have besejret yokubalen afslører pigen, at hun er ingen anden end Ha-chan. | |                    |
| 23 | "Together From Now On! Welcome Back, Ha-chan!" "Korekara mo Yoroshiku! Okaeri, Haa-chan!" (これからもよろしく！おかえり、はーちゃん！)                                                   | 10. juli 2016      |
| Nu hvor Ha-chan har Linkle Stone Emerald, er Riko bekymret for, om hun måske skal vende hjem, fordi hendes mission nu er fuldført. Ha-chan prøver at vænne sig at være blevet stor, og det lykket for hende at bruge sin magi til at skabe sin egen kost. Imens tilbyder den onde ånd, Labut, sin assistance til Yamoh, der skaber en vandpistol-yokubal til at angribe Ha-chan med. Da Mirai og Riko endnu en gang har problemer med at bekæmpe den stærkere yokubal, bliver Ha-chan beslutsom og forvandler sig endnu en gang for at hjælpe dem med at besejre yokubalen. Bagefter lykkes det for pigerne at overbevise rektoren om at lade dem blive i den ikke-magiske verden, hvor Ha-chan tager navnet Kotoha Hanami. | |                    |
| 24 | "An Exciting Renovation! Decorating Ha-chan's Room!" "Wakuwaku Rifoomu! Haa-chan no Oheya Zukuri!" (ワクワクリフォーム！はーちゃんのお部屋づくり！)                                      | 17. juli 2016      |
| Da Kotoha er for stor til at dele seng med Mirai, går pigerne sammen om at forvandle pulterkammeret til et rum til Kotoha. Kotoha bruger sin magi til ikke alene at gøre rummet rent men også til at skabe møbler ud af den blå luft til Rikos forskrækkelse. Riko lærer Kotoha om at gøre ting uden brug af magi ved at hjælpe Mirais far. Imens føler Mofurun sig nedtrykt over ikke at kunne hjælpe så meget, men Mirai forsikrer hende om, at hun altid har været der for at støtte hende. Mirai og Mofurun føler, at Kotohas rum mangler noget spændende, og finder en gammel smykkemaskine frem for at lave nogle dekorationer. Senere på dagen angriber Yamoh med en tapet-yokubal, men det lykkes for Pretty Cure at besejre den, hvorefter Kotoha laver noget håndlavet tilbehør til sine venner. | |                    |
| 25 | "The Summer! The Sea! Frolicking! We Want To Eat Shaved Ice~!" "Natsu da! Umi da! Oohashagi! Kakigouri ga Tabeta~i!" (夏だ！海だ！大はしゃぎ！かき氷が食べた～いっ！)                    | 24. juli 2016      |
| Pigerne tager med Mayumi og Kana til stranden, hvor de bliver begejstrerede over udsigten til at spise is. Kotoha bliver ved med at bruge sin magi til at gøre tingene mere spændende trods Mirai og Rikos advarsler. Da Mirai og Riko er udmattede af at gøre tingene normale igen, lokker Yamoh Kotoha ind i en grotte, hvor han angriber hende med en hatte-yokubal. Heldigvis lykkes det for Pretty Cure at finde hende og hjælpe med at besejre yokubalen. Bagefter undskylder Kotoha for at have overdrevet med sin brug af magi, blot for at gøre det en gang til så alle kan få is. | |                    |
| 26 | "Everyone's Thoughts are the Same! Ha-chan's Cookies" "Omoi wa Minna Issho! Haa-chan no Kukkii" (想いはみんな一緒！はーちゃんのクッキー)                                                 | 31. juli 2016      |
| Kotoha tror at Mirai og Riko vil være i fare, så længe hun har Emerald Linkle Stone, så hun stikker af hjemmefra efter at have lavet kager til dem. Da Mirai og Riko opdager, at hun er væk, leder de efter hende, men det bliver Mofurun der får fat på Kotoha, der imidlertid er ude af stand til at bruge sin magi. Kotoha bliver klar over, at de kager hun lavede faktisk var salte. Netop da dukker Yamoh op og bruger sin sidste knogle til at forvandle sig og fange Kotoha, der er ude af stand til at forvandle sig. Mirai og Riko dukker op for at redde hende og fortæller, at de sætter pris på hendes hårde arbejde med at lave kagerne, og at de vil opfylde deres ønske om at blive sammen. Pink Tourmaline reagerer på alles følelser og sætter Kotoha fri, så hun kan forvandle sig og besejre Yamoh, hvorefter de alle vender hjem. | |                    |
| 27 | "Let's Enjoy! Magic School's Summer Vacation!" "Rettsu Enjoi! Mahou Gakkou no Natsuyasumi!" (Ｌｅｔ'ｓエンジョイ！魔法学校の夏休み！)                                                    | 7. august 2016     |
| Pigerne beslutter sig for at tilbringe resten af sommerferien hos Skolen for magi, hvor de forbereder sig på en sommerfest. Pigerne tilbringer tid med Jun og de andre og hører om, hvordan noget skaber mangel på frosne appelsiner. Mirai taler med rektoren og fastslår, at hun vil blive sammen med sine venner. Netop da dukker Labut op, fanger dem bag en afspærring og hidkalder en endnu stærkere don-yokubal. Det lykkes for Riko og Kotoha at bryde gennem afspærringen med kraften fra Emerald og hjælpe Mirai, mens Labut fortæller dem om noget kaldet Deusmast, der vil skabe kaos. Til trods for yokubalens øgede styrke får Mirais beslutsomhed opmuntret Pretty Cure og rektoren til at forene deres styrke og besejre den. | |                    |
| 28 | "A Summer Festival in the Magical World! Fly High, Fireworks!" "Mahou Kai no Natsumatsuri! Hanabi yo, Takaku Agare!" (魔法界の夏祭り！花火よ、たかくあがれ！)                            | 14. august 2016    |
| Sommerfestivallen på Skolen for magi er godt på vej. Jun, Kei og Emily har til opgave at lave fyrværkeri, men de opdager at don-don-blomsterne der skal bruges er visnet på mystisk vis. Da pigerne hører om en pachi-pachi-blomst, der kan bruges i stedet, deler de sig i grupper for at finde ud af hvor den er. Ved fælles hjælp lykkes det for Mirais gruppe at finde flere blomster, der minder om pachi-pachi-blomsten, i en grotte, men de er usikre på, hvilken der er den rigtige. Da pigerne plukker hvad de mener er de rigtige blomster, dukker Labut op og hidkalder en kanin-don-yokubal til at angribe Pretty Cure med. Trods begrænsninger stoler Pretty Cure på hinandens handlinger, og det lykkes for dem at besejre don-yokubalen. Det viser sig at pigerne har valgt rigtigt, og de starter et fantastisk fyrværkeri sammen. | |                    |
| 29 | "A New Magical Tale! Mofuderella is the Star!?" "Aratana Mahou no Monogatari! Shuyaku wa Mofuderera!?" (新たな魔法の物語！主役はモフデレラ！？)                                          | 21. august 2016    |
| Mens Mirai og Riko venter på Kotoha i biblioteket, støder de på Den magiske verdens udgave af Askepot. Om aftenen gløder Linkle Smarthon, og pigerne opdager pludselig, at de er blevet figurer i bogen, med Mofurun i hovedrollen som "Mofuderella". Riko i rollen som den gode fe og Mirai og Kotoha som de venlige mus hjælper Mofuderella med at komme til ballet, hvor rektoren i rollen som prinsen venter. Men de to onde stedsøstre, Batty og Spalda, får fat i deres egen magiker, Yamoh, der forvandler den onde stedmor, Gamets, til en kæmpe. Pretty Cure vinder en dansekamp, hvorefter de bruger deres magi til bringe stedmoderen tilbage til normal størrelse. Da pigerne kæmper med at vende tilbage, før deres karet forsvinder, bruger Mofuderella magien fra hendes glassko til at skabe en regnbuekaret og hjælper dem til at nå frem i tide. Da pigerne vågner op fra, hvad der tilsyneladende var en drøm, opdager de til deres overraskelse, at regnbuekareten er der, og at bogen er blevet ændret til at handle om Mofuderella. | |                    |
| 30 | "The Magical Self-Research! Gah, It Won't End~!!" "Mahou no Jiyuu Kenkyuu! Ga, Owarana~i!!" (魔法の自由研究！が、終わらな～い！！)                                                       | 28. august 2016    |
| Mens pigerne opdager, at regnbuekareten har sine egne magiske mysterier, beder Jun og de andre om hjælp til deres selvstudieprojekt, før ferien slutter. Da Riko hører om alles mål for fremtiden, bliver hun bekymret over, at hun ikke selv ved hvad hun vil, men hun får nogle råd af Liz. Labut, der tidligere er mødtes med de onde ånder Shakince og Benigio, angriber med en kunstner-don-yokubal. Han bemærker at Kotokas kræfter forekommer anderledes end normal magi. Pretty Cure står imidlertid fast i deres kærlighed til magi og får styrke af regnbuekareten, så de kan besejre don-yokubalen. Bagefter vender Mirai og de andre tilbage til den ikke-magiske verden for at gøre klar til skole. | |                    |
| 31 | "Crystalized Feelings! The Rainbow-Colored Alexandrite!!" "Kesshousuru Omoi! Nijiiro no Arekisandoraito!!" (結晶する想い！虹色のアレキサンドライト！！)                                  | 4. september 2016  |
| Under togturen tilbage til den ikke-magiske verden adskiller Labut pigernes vogn fra snegletoget og fanger dem i rummet mellem verdenerne. Labut er resistent overfor alle Pretty Cures angreb og udløser sin fulde kraft, så de bliver spredt udover det tomme rum. Mens de driver mod fortvivlelse, lykkes det for Mirai at finde sin tryllestav. Hun husker på alle de venner, hun har fået gennem sit møde med magi, og det lykkes for hende at sende sine følelser til sine venner. Ved at samle deres følelser lykkes det for Pretty Cure at blive genforenet og frembringe en ny Linkle Stone, Alexandrite, der forvandler dem til Maho Girls PreCure Over the Rainbow. Pretty Cure kombinerer alle Linkle Stones med Regnbuekareten, så de får kraften til at besejre Labut. Da Alexandrite deles i tre og vender tilbage ind i pigernes kroppe, dukker der pludselig en gruppe mystiske ånder op. | |                    |
| 32 | "Full of Excitement! Ha-chan's School Life!" "Wakuwaku Ippai! Haa-chan no Gakkou Seikatsu!" (ワクワクいっぱい！はーちゃんの学校生活！)                                                   | 11. september 2016 |
| Kotoha begynder at gå i skole sammen med Mirai og Riko, og nogle af ånderne følger med. Kotoha har det sjovt på sin første skoledag men bemærker, at hendes klassekammerat Souta er nedtrykt, fordi fodboldholdet, som han er anfører for, ikke samarbejder særlig godt. Kotoha bruger noget af sin magi til at minde Souta om det spændende ved fodbold og opmuntre hans holdkammerater til at træne med ham. Næste dag dukker Shakince op foran Pretty Cure og hidkalder en målstang-don-yokubal. Kotoha bruger imidlertid de fodboldfærdigheder, hun har lært af Souta, til at lede Pretty Cure til sejr. Da det lykkes for Soutas hold at vinde deres fodboldkamp, slutter en af ånderne sig til Regnbuekareten. | |                    |
| 33 | "Conflicted Feelings! Father and Daughter's Difficult Day!" "Surechigau Omoi! Chichi to Musume no Bimyo~na Ichinichi!" (すれ違う想い！父と娘のビミョ～な１日！)                          | 18. september 2016 |
| Pigerne får besøg af Rikos far, arkæologen Lien, som rektoren har fortalt om deres identiteter som Pretty Cure. Da Lien kigger nærmere på mysterierne bag ånderne og Diamond Linkle Stones, føler Riko sig nedtrykt over, at hendes far er mere interesseret i sit arbejde end i at tilbringe tid med hende. Mirai fortæller Riko om, hvor meget forældre bekymrer sig om deres børn, mens Mirais far fortæller Lien om, hvor deres stærke børn kan vokse op til at blive. Netop da dukker Benigio op og hidkalder en vand-don-yokubal, der sårer Lien, da han vil beskytte Riko. Efter at Pretty Cure besejrer don-yokubalen, fortæller Lien Riko, at ånderne formentlig er relateret til pigernes følelse, og lover at besøge hende igen, alt imens endnu en ånd føjer sig til regnbuekareten. | |                    |
| 34 | "Heart-Pounding! First Love Tastes Like Strawberry Melon Bread!?" "Dokidoki! Hatsukoi no Aji wa Ichigo Meron Pan!?" (ドキドキ！初恋の味はイチゴメロンパン！？)                           | 25. september 2016 |
| Mayumi bliver forelsket i en dreng fra en anden skole, efter at han hjælper hende. Pigerne vil hjælpe hende og prøver sammen med Kana at hjælpe hende med at tilstå sine følelser. Mens Mayumi skriver et kærlighedsbrev, fortæller hun Riko om hvordan hun blev ven med Mirai efter at have mistet sin hårnål. Mayumi mander sig op til at bekende sin kærlighed til drengen, blot for at få sit hjerte knust, da hun opdager, at han allerede har en kæreste. Mens Pretty Cure har travlt med at bekæmpe Shakince og hans ur-don-yokubal, takker Mayumi Kana for at græde for hendes skyld og bliver nære venner med hende. | |                    |
| 35 | "The Student Council President General Election! A Noble Vote for Riko!" "Seitokaichou Sousenkyo! Riko ni Kiyoki Ippyou o!" (生徒会長総選挙！リコに清き一票を！)                         | 2. oktober 2016    |
| Riko beslutter sig for at stille op som elevrådsformand i kamp mod klassekammeraten Yuto Namiki. Riko vinder tilslutning, til dels takket være Mofurun, men hun bemærker hvor hårdt Yuto arbejder bag kulisserne på at gøre skolen til et bedre sted, hvilket gør hende usikker på, hvad hun selv vil gøre som formand. Imens sender en anden mørk troldmand, Orba, en spion ud for at spionere pigerne og med særlig interesse for Mofurun. Om morgenen på valgdagen angriber Benigio med en plakat-don-yokubal, men under angrebet bringer Yuto sig selv i fare, da han vil beskytte skolens blomsterbed. Riko deler ønsket om at beskytte skolen og besejrer don-yokubalen sammen med resten af Pretty Cure. Bagefter trækker hun sig fra valget til fordel for Yuto, som hun føler vil være en bedre formand. | |                    |
| 36 | "Mirai, Mofurun, and Sometimes Chikurun! ...Wait, Who!?" "Mirai to Mofurun, Tokidoki Chikurun! tte Dare!?" (みらいとモフルン、ときどきチクルン！って誰！？)                              | 9. oktober 2016    |
| Pigerne fanger Orbas spion, Chikurun, efter at han har spist Mirais pandekager, men det lykkes for ham at give sig ud for at være en fe. Chikurun, der håber på at lære mere om Pretty Cure, hører fra Mirai om hvordan Mofurun altid har været med hende, siden hun blev født. Imens ser Mofurun et billede af et kendt sted. Da Orba får det at vide, får han Chikurun til at bringe Mofurun udenfor, så han kan lokke Pretty Cure til at kæmpe mod hans bænk-don-yokubal. Mofurun ønsker at beskytte den blomstereng, hun så sammen med Mirai, og hendes følelser giver Pretty Cure styrke til at besjre don-yokubalen. | |                    |
| 37 | "Decide with Magic? A Recipe for Frozen Mandarins!" "Mahou ga Kimete? Reitou Mikan no Reshipi!" (魔法が決め手？冷凍みかんのレシピ！)                                                     | 16. oktober 2016   |
| Da pigerne hører, at rektoren er forsvundet igen, vender de tilbage til Den magiske verden, hvor de finder ham på den varmeste ø i færd med at samle ingredienser til frosne mandariner. Da de tager dem med til Isøen, opdager de at isdragerne, der normalt fryser dem, har problemer med deres isnende ånder, fordi de ikke føler nok varme. Da Mirai prøver at få en drage til at hjælpe med at fryse nogle mandariner, angriber Benigio de andre med en kurv-don-yokubal. Isdragen bemærker hvordan Mirai kæmper med kulden og giver hende et lift hen til de andre, så hun kan hjælpe Pretty Cure med at stoppe don-yokubalen. Bagefter hjælper isdragen, der er blevet varmet op af Kotohas følelser, med at fryse mandarinerne, som pigerne deler med Chikurun. | |                    |
| 38 | "Sweet? Not Sweet? The Magical Pumpkin Festival!" "Amai? Amakunai? Mahou no Kabocha Matsuri!" (甘い？甘くない？魔法のかぼちゃ祭り！)                                                     | 23. oktober 2016   |
| Pigerne tager til idolet Mayu Watanabes græskarfestival, hvor magikere jager et flyvende græskar i håb om at vinde et gyldent æg. Da pigerne jager græskaret, kommer de op imod Shakince, alt imens de opdager, at græskaret virker til at være bange, fordi alle jager det. Mens Pretty Cure kæmper mod Shakinces flødeis-don-yokubal, opdager Mofurun at græskaret var plaget af tandpine. Efter at dets dårlige tand er blevet fjernet, hjælper græskaret Pretty Cure med at bekæmpe don-yokubalen. Bagefter bliver Mofurun erklæret for vinder og bliver præmieret med det gyldne æg, der vokser op som et tandbørstetræ. | |                    |
| 39 | "Today is Halloween! Smile, Everyone!" "Kyou wa Harowin! Mi~nna Egao ni Naare!" (今日はハロウィン！み～んな笑顔になぁれ！)                                                               | 30. oktober 2016   |
| Nogle af eleverne fra Skolen for magi beslutter sig for at tage med Mirai og de andre til Den ikke-magiske verden for at fejre halloween, hvor deres magikertøj kan gå for at være kostumer. Da Mirais klassekammerater sætter en crêpe-stand op til byens halloweenfest, kommer Jun og de andre til at skabe problemer, mens de bruger magi til at hjælpe til med. De undskylder dog ved at hjælpe på normal vis og bliver venner med de andre elever. Netop da angriber Benigio med en spøgelsesballon-don-yokubal, så Pretty Cure må træde til for at beskytte festen og båndene mellem de to verdener. Efter at don-yokubalen er blevet besejret og festen fortsætter, har Kanoko en kort genforening med rektoren. Imens studerer Lien en gammel legende om indbyggere fra forskellige verdener, der bliver venner. | |                    |
| 40 | "A Celebration Filled With Love! Riko's Birthday!" "Aijou Ippai no Omedetou! Riko no Tanjoubi!" (愛情いっぱいのおめでとう！リコの誕生日！)                                               | 13. november 2016  |
| Riko er overrasket over at opdage, at hendes mor Lilia har arbejdet i Den ikke-magiske verden som tv-chef og sammen med Liz og Lien er kommet for at fejre hendes fødselsdag. Ved den noget ekstravagante fest føler Riko det pinligt, da Lilia fortæller hende et gammelt eventyr foran de andre, men hun bliver klar over, at Lilia altid har gjort hvad hun kunne for at gøre sin datter glad. Netop da sender Shakince pigerne til en anden dimension og angriber med en fest-don-yokubal. Han afslører desuden, at Deusmast snart vil ankomme og ødelægge alle planeter, inklusive Jorden. Riko, der er fast besluttet på at gøre gengæld for hendes forældres følelser, bruger imidlertid Tanzanite Linkle Stone til at vende tilbage til den virkelige verden og besejre don-yokubalen. Bagefter takker Riko sin familie for en vidunderlig fødselsdag, mens Mirai og Kotoha giver hende deres egen gave. | |                    |
| 41 | "Everyday There's Jewelry! Studying After School At Magic School!" "Juerii na Mainichi! Mahou Gakkou e Houkago Ryuugaku!" (ジュエリーな毎日！魔法学校へ放課後留学！)                     | 20. november 2016  |
| Rejsetiden mellem Den magiske og Den ikke-magiske verden er blevet kortere, så pigerne beslutter sig for at bruge mere tid på timer i Skolen for magi. Da Rikos rum er fuldt af ting til billedkunst, beslutter pigerne sig for at have en sleepover i Juns rum. Mens pigerne morer sig med at holde udkig efter den patruljerende inspektør, giver Jun Riko en dukke som fødselsdagsgave, idet hun bemærker, hvor sjovt det hele har været, siden Mirai ankom. Imens går rektoren hen til det træ, hvor Kushi sidst blev set, men bliver konfronteret af Orba, der hidkalder en båd-don-yokubal, da Pretty Cure kommer til. Det lykkes for Pretty Cure at besejre don-yokubalen, men Orba får benyttet distraktionen til at få fat på Kushis bog med trylleformularer, der blev efterladt, da Dokuroxy blev besejret. | |                    |
| 42 | "Deliver to Chikurun! A Magic Pudding with Feelings!" "Chikurun ni Todoke! Omoi o Noseta Mahou no Purin!" (チクルンにとどけ！想いをのせた魔法のプリン！)                                 | 27. november 2016  |
| Alle beslutter sig for at lave en honningdessert til Chikurun. Men Chikurun, der blev Orbas spion for at undgå at få skældud af sin dronning, bliver beordret til at stjæle Linkle Stones. Efter en konflikt om det at forråde sine nye venner stjæler Chikurun Linkle Stones og giver dem til Shakince, der afslører at Chkurun er en spion, før han sluger dem. Chikurun bliver vred over, at Shakince ikke holdt sit ord om ikke at gøre de andre noget, og skynder sig for at redde nogle af Linkle Stones, så Pretty Cure kan forvandle sig, men bliver såret mens han gør det. Til trods for hans forræderi vælger både Pretty Cure og Mofurun at beskytte Chikurun, hvilket hjælper dem til at frembringe den fulde styrke i Topaz Style og besejre Shakince. Efter at de alle sammen har spist desserten, de lavede sammen, tager de til felandsbyen for at undskylde til Chikuruns dronning. | |                    |
| 43 | "Onwards to the Fairy Village! The Secret of the Magical Realm is Revealed!" "Iza Yousei no Sato e! Akasareru Mahou Kai no Himitsu!" (いざ妖精の里へ！あかされる魔法界のヒミツ！)        | 4. december 2016   |
| Da de ankommer til felandsbyen, bliver Kotoha forvandlet til en fe, mens Chikurun bliver genforenet med dronningen. Da dronningens forgænger, den legendariske dronning, hører om Kotohas erindringer om Blomsterhavet, afslører hun, at for tusinder af år siden levede mennesker, dyr og feer alle harmonisk sammen under Moder RaPaPas vågende øje. Da Deusmast og hans folk angreb, brugte Moder RaPaPa al sin energi på at forsegle dem. Det betød imidlertid, at Modertræet drev ud i rummet og med tiden skabte Den magiske verden, mens den verden der blev tilbage blev til Den ikke-magiske verden. Netop da dukker Orba op med en genskabt Spalda, der hidkalder en lava-yokubal til at angribe landsbyen med. Efter at det lykkes for Pretty Cure at besejre yokubalen og drive Orba og Spalda væk, fortæller den legerandariske dronning, at rygtet vil vide at Pretty Cure engang vil hjælpe med at genforene verdenerne. Derefter siger Chikurun farvel til alle. | |                    |
| 44 | "Mofurun's Great Struggle! Everyone has Become Kids!?" "Mofurun Dai Funtou! Minna Kodomo ni Nacchatta!?" (モフルン大奮闘！みんな子供になっちゃった！？)                                  | 11. december 2016  |
| Orba forsøger sig med en trylleformular, der ender med at forvandle Mirai, Riko og Kotoha til små børn. Mens rektoren leder efter en måde at gøre dem normale, må Mofurun tage sig af pigerne. De har imidlertid svært ved at kontrollere deres magi i deres yngre former, samtidig med at de også må forsøge at holde det hemmeligt for Mirais mor. Imens lykkes det for Spalda at finde Batty og Gamets og få Orba til også at genskabe dem. Batty kan dog ikke se nytten i at være blevet genskabt og tager væk, men Spalda og Gamets angriber til gengæld med en konkylie-yokubal. Mofurun er imidlertid fast besluttet på at beskytte alle, hvilket resulterer i at Pretty Cure forvandler sig og samtidig også bliver gjort normale igen. Under kampen spørger Orba Kotoha om hvem hun egentlig er, men det lykkes for hende at holde sig til sine venner og besejre yokubalen. | |                    |
| 45 | "Feelings Spread Across Time...! The Shape of Friendship!" "Omoi wa Toki o Koete...! Yuujou no Katachi!" (想いは時を超えて…！友情のかたち！)                                             | 18. december 2016  |
| Pigerne fortæller hvad de har lært til rektoren, der er kommet til Den ikke-magiske verden, mens Cathy fortæller dem om hans forhold til Kushi. Snart efter støder de på Batty, der ikke har i sinde at kæmpe. Pludselig dukker Orba imidlertid op, bringer Pretty Cure til en scene og bruger den mørke magi i Kushis bog til at forstærke Spalda og Gamets. Orba afslører desuden, at skabelsen af Dokuroxy og hans folk alt sammen var en del af hans plan om at befri Deusmast og hans tjenere, og at Kotoha har arvet Moder RaPaPas kræfter. Netop da forsøger Spalda at hugge bogen til sig selv, men Orba udløser sin fulde styrke sammen med en klokke-don-yokubal og forvandler Spalda og Gamets tilbage til dyr igen. Batty kombinerer imidlertid Spalda, Gamets og Yamoh til sin egen yokubal for at besejre don-yokubalen, mens Pretty Cure besejrer Orba, der bruger sine sidste øjeblikke på at sprede resten af den mørke magi i bogen udover verden. Mens Batty tager afsted med sine kammerater, finder rektoren en besked fra Kushi i hans bog.                                                                                               | |                    |
| 46 | "A Magical Christmas! Mirai Becomes Santa!?" "Mahou no Kurisumasu! Mirai, Santa ni Naru!?" (魔法のクリスマス！みらい、サンタになる！？)                                                  | 25. december 2016  |
| Mirai bliver klar over, at mange voksne magikere skiftes til at være Julemanden og leverer gaver til både Den magiske og Den ikke-magiske verden. Da Issac knækker ryggen, beslutter Mirai og de andre sig for at afløse ham. Imens ønsker Kana af julemanden at komme til at se en rigtig magiker, idet hun forklarer Mayumi, at det at lede efter beviser på magikere giver hende noget at tro på. Efter at pigerne har leveret gaver til det magiske butiksområde, bliver de sendt til deres hjemby for at levere flere gaver, men her bliver de set af Kana og Mayumi. Mens pigerne leder efter dem, bliver de angrebet af Benigio, der hidkalder en juletræ-don-yokubal. Pretty Cure redder Kana og Mayumi og besejrer don-yokubalen. Kana er tilfreds med at have mødt ægte magikere og lover sammen med Mayumi at holde deres eksistens hemmelig. | |                    |
| 47 | "All Of Our Wishes! Which Way To Tomorrow?" "Sorezore no Negai! Ashita wa Docchi daa?" (それぞれの願い！明日はどっちだー？)                                                              | 8. januar 2017     |
| Der begynder at falde at sne i Den magiske verden, der ellers har evigt forår, hvilket betyder at Deusmast er hastigt på vej. Imens tager Mirai Riko og Kotoha med til et nærliggende skrin og ønsker, at alle vil blive glade. Mens Riko og Kotoha ønsker, bliver de bekymrede for, hvor længe de kan blive sammen. Netop da rykker Deusmast tættere på begge verdener og blokerer for solen, mens Benigio absorberer sine allieredes kræfter for at kæmpe mod Pretty Cure. Det lykkes for Pretty Cure at overvinde Benigio, men netop som de skal til at besejre hende, dukker Deusmast selv op. Han opslugerr alle sine tjenere og skaber en malstrøm, som Pretty Cure bliver suget ind i. Da Mirai vågner næste dag, opdager hun, at Den Magiske og Den ikke-magiske verden på en eller anden måde er blevet kombineret. | |                    |
| 48 | "Neverending Chaos! Deusmast's World!!" "Owarinaki Konton! Deusumasuto no Sekai!!" (終わりなき混沌！デウスマストの世界！！)                                                              | 15. januar 2017    |
| Da Mirai og de andre opdager, at alle andre ikke er spor overraskede over tilstedeværelsen af magi, bliver de klar over, at verden er ved at blive opslugt af Deusmasts kaos, der kun med nød og næppe bliver holdt tilbage af det magiske træ. Da pigerne forklarer situationen til rektoren, fortæller Linkle Smarthon Kotoha historien om Deusmast og Moder RaPaPa, der har holdt til inde i træet. Rektoren advarer pigerne om, at hvis det lykkes for dem at stoppe Deusmast, vil Den magiske og Den ikke-magiske verden måske blive adskilt og skubbet langt væk fra hinanden. Pretty Cure tror imidlertid på, at de stadig vil være i stand til at mødes, uanset hvad der sker, og tager ud for at konfrontere Deusmast. De resterende ånder anerkender Pretty Cures ønske om at bygge en fredelig verden med deres egen styrke og slutter sig til Regnbuekareten, så den magiske cirkel i den bliver komplet. | |                    |
| 49 | "Farewell... Magicians! Miraculous Magic, One More Time!" "Sayonara... Mahoutsukai! Kiseki no Mahou yo, Mou Ichido!" (さよなら…魔法つかい！奇跡の魔法よ、もう一度！)                     | 22. januar 2017    |
| Pretty Cure hidkalder styrken fra den fuldendte Regnbuekaret, så de opnår deres fulde styrke, og Kotoha vækker kraften fra Moder RaPaPa indeni sig. Deusmast forsøger at trække kaosenergi fra verden som modtræk, men Pretty Cure får styrke af energien i alle folks ønsker, hvilket gør dem muligt for dem at besejre Deusmast for altid. Kotoha, der er blevet den nye Moder RaPaPa, forvandler Den magiske og Den ikke-magiske verden tilbage til deres oprindelige form, hvilket betyder at Mira og Riko må skilles ad, og at Mofurun atter bliver en almindelig teddybjørn. Flere år efter fortæller Kanoko Mirai, der nu studerer på universitetet, om hvordan mirakler kan komme af forbundne følelser. En nat finder Mirai en pind formet som en tryllestav, mens hun går, og prøver desperat at trylle for at se dem alle sammen igen. Linkle Stone Diamond svarer på hendes følelser, forvandler pinden til en rigtig tryllestav og genforener Mirai med Riko, Kotoha, Mofurun og de andre. | |                    |
| 50 | "Cure Up RaPaPa! Let Tomorrow Be a Great Day As Well!!" "Kyuappu RaPaPa! Ashita mo Ii Hi ni Naare!!" (キュアップ・ラパパ！未来もいい日になあれ！！)                                      | 29. januar 2017    |
| Da pigerne samles for at mindes, bruger Kotoha sin magi til med nogle jordbær-melonpan at forvandle dem alle sammen til 14-årige igen. Men Kotohas tryllestav bliver taget af et grådigt monster, som de jager ind på Skolen for magi. Der forklarer Batty, der nu er en elev, at monstret er skabt af Dokuroxys begær efter søde sager. Mens pigerne følger efter hende, lykkes det for Yamoh at vende tilbage til sin tidligere form og deltage i jagten. Undervejs kommer pigerne forbi KiraKira Patisserie, hvor konditoren Ichika Usami byder dem på nogle specielle søde sager. Da Yamoh dukker op med monstret, lykkes det for Chikurun at genvinde Kotohas tryllestav, til trods for at han næsten bliver opslugt af monstret. Pigerne forvandler sig endnu en gang til Pretty Cure og besejrer monstret ved hjælp fra en anden Pretty Cure ved navn Cure Whip. De behandler desuden dens dårlige tand, så det kan nyde søde sager på almindelig vis. Pigerne forstår det fællesskab og minder, der kommer af at dele søde sager, og rejser rundt i verden med Regnbuekareten for at dele jordbær-melonpan med alle i håb om at gøre deres fremtid god. | |                    |

## Film
Maho Girls PreCure! medvirker i den ottende Pretty Cure All Stars-film, Pretty Cure All Stars: Singing with Everyone♪ Miraculous Magic! (映画 プリキュアオールスターズ: みんなで歌う♪奇跡の魔法! Eiga Purikyua Ooru Sutaazu: Minna de Utau♪ Kiseki no Mahou!), der havde premiere i Japan 19. marts 2016.
En film baseret på selve serien, Maho Girls PreCure! the Movie: The Miraculous Transformation! Cure Mofurun! (映画 魔法つかいプリキュア！ 奇跡の変身！キュアモフルン！ Eiga Mahoutsukai Purikyua!: Kiseki no Henshin! Kyua Mofurun!), havde premiere 29. oktober 2016.